# Cabezarrubias del Puerto
Cabezarrubias del Puerto ist ein Dorf und eine spanische Gemeinde (municipio) mit 488 Einwohnern (Stand: 2024) im Südosten der historischen Landschaft La Mancha in der Provinz Ciudad Real in der Region Kastilien-La Mancha in Zentralspanien. 

## Lage und Klima
Cabezarrubias del Puerto liegt etwa 42 Kilometer südsüdwestlich von Ciudad Real in einer Höhe von ca. 740 m. Das Klima ist meist trocken und warm; der spärliche Regen (ca. 602 mm/Jahr) fällt überwiegend in den Wintermonaten.

## Bevölkerungsentwicklung
| Jahr      | 1970 | 1981 | 1991 | 2001 | 2011 | 2021 |
| Einwohner | 1113 | 764  | 782  | 621  | 555  | 467  |

Infolge der Mechanisierung der Landwirtschaft, der Aufgabe bäuerlicher Kleinbetriebe („Höfesterben“) und der dadurch ausgelösten „Landflucht“ ist die Einwohnerzahl des Dorfes in der zweiten Hälfte des 20. Jahrhunderts deutlich gesunken.

## Sehenswürdigkeiten
- Kirche
- Stierkampfarena